# Metaseiulus citri
Metaseiulus citri är en spindeldjursart som först beskrevs av Garman och McGregor 1956.  Metaseiulus citri ingår i släktet Metaseiulus och familjen Phytoseiidae. Inga underarter finns listade i Catalogue of Life.